# Copa Petrobras Montevideo 2009
Il Copa Petrobras Montevideo 2009 è stato un torneo professionistico di tennis maschile giocato sulla terra rossa, che facevano parte dell'ATP Challenger Tour 2009. Si è giocato a Montevideo in Uruguay dal 5 all'11 ottobre 2009.

## Partecipanti

### Teste di serie
| Nazionalità | Giocatore             | Ranking* | Testa di serie |
| ----------- | --------------------- | -------- | -------------- |
| Uruguay     | Pablo Cuevas          | 56       | 1              |
| Argentina   | Máximo González       | 70       | 2              |
| Cile        | Paul Capdeville       | 78       | 3              |
| Cile        | Nicolás Massú         | 91       | 4              |
| Argentina   | Juan Ignacio Chela    | 110      | 5              |
| Spagna      | Santiago Ventura      | 113      | 6              |
| Spagna      | Rubén Ramírez Hidalgo | 125      | 7              |
| Francia     | Laurent Recouderc     | 130      | 8              |

- Ranking al 28 settembre 2009.

### Altri partecipanti
Giocatori che hanno ricevuto una wild card:
- Martín Cuevas
- Ramón Delgado
- Luis Horna
- Mariano Puerta
- Gastón Gaudio (Special Exempt)
- David Marrero (Alternate)

Giocatori passati dalle qualificazioni:
- Martín Alund
- Juan-Martín Aranguren
- Leandro Migani
- Leonardo Tavares

## Campioni

### Singolare
Pablo Cuevas ha battuto in finale  Nicolás Lapentti con il punteggio di 7–5, 6–1.

### Doppio
Juan Pablo Brzezicki /  David Marrero hanno battuto in finale  Martín Cuevas /  Pablo Cuevas con il punteggio di 6–4, 6–4.